# Международный полярный год (1932)
Второй международный полярный год (англ. International Polar Year), призванный объединить международные усилия в исследовании арктического и антарктического полярных регионов, прошёл с 1932 года по 1933 год. В нём приняли участие учёные из 44 стран, которые работали на 34 исследовательских станциях (из них 7 в Антарктиде). По другим данным была организована работа 40 арктических станций.
Год был организован международной метеорологической организацией.

## Предыстория

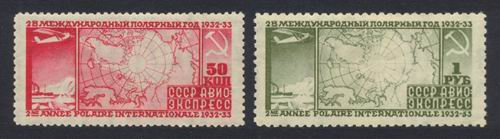
Почтовые марки СССР, 1932 год.

Идею Международного полярного года предложил Карл Вайпрехт в 1875 году. В результате был организован первый МПГ, который, как и предполагал Вайпрехт, не мог решить все поставленные перед ним задачи. 
В 1905 году участник Бельгийской антарктической экспедиции Хенрик Арцтовский  предложил провести новый международный год. Он предполагал сосредоточиться на исследовании Антарктики и провести мероприятия в 1907 году, через 25 лет после первого МПГ. Предложение не получило поддержки.
В 1926 году российский зоолог и океанограф, работавший в Берлинском зоологическом музее, Леонид Брейтфус предложил провести новую серию международных исследований через 50 лет после первого МПГ. Официальное предложение было озвучено в декабре 1927 года директором немецкой морской обсерватории вице-адмиралом Гуго Домиником и было поддержано на международной метеорологической конференции в 1929 году.
В 1930 году в Ленинграде состоялось первое заседание комиссии по проведению полярного года. .

## Проводимые исследования
В 1898 году Кристиан Биркеланд предложил новую теорию формирования северного сияния, а теоретические воззрения Вильгельма Бьеркнеса, предложенные в 1919 году, повлияли на структуру метеорологии. Кроме того, одной из задач второго МПГ было исследование недавно открытого высотного струйного течения.
Метеорологические и геомагнитные станции в Арктике и Антарктике, а также специальные экспедиции с использованием судов и самолётов, проводили наблюдения по метеорологии, геомагнетизму, земным токам, радиации и содержанию озона.
В период второго МПГ по маршруту Мурманск — Владивосток совершил плавание ледокольный пароход «Сибиряков». Пароход впервые прошёл по Северному морскому пути за одну навигацию и открыл регулярные плавания судов. Кроме того, в 1930 году на заседании международной комиссии по проведению второго МПГ П. А. Молчанов продемонстрировал аэрологический радиозонд, который использовался во время проведения второго МПГ.
В Антарктике прошла вторая экспедиция Бёрда. В 200 км к югу от станции Литтл-Америка была основана метеорологическая станция, которая стала первой исследовательской станцией в глубине континента.

## Результаты
Несмотря на то, что второй международный полярный год совпал по времени с Великой депрессией, масштаб проводимых работ и результаты превзошли первый МПГ, была организована система сбора информации о природе Арктики. Многие данные и материалы исследований были утеряны во время Второй мировой войны.